# Guignard d'Eurasie
Eudromias morinellus, Eudromias · Pluvier guignard
Genre
Espèce
Statut de conservation UICN

 LC  : Préoccupation mineure
Statut UICN-France : RE = éteint en France métropolitaine
Synonymes
- Charadrius morinellus (Linnaeus, 1758)

Répartition géographique
- habitat permanent
- habitat permanent incertain
- zones d'hivernage connues

Le Guignard d'Eurasie (Eudromias morinellus, anciennement Charadrius morinellus) est une espèce d'oiseaux du genre Eudromias de la famille des Charadriidae. Il est aussi appelé  Pluvier guignard.

## Reproduction

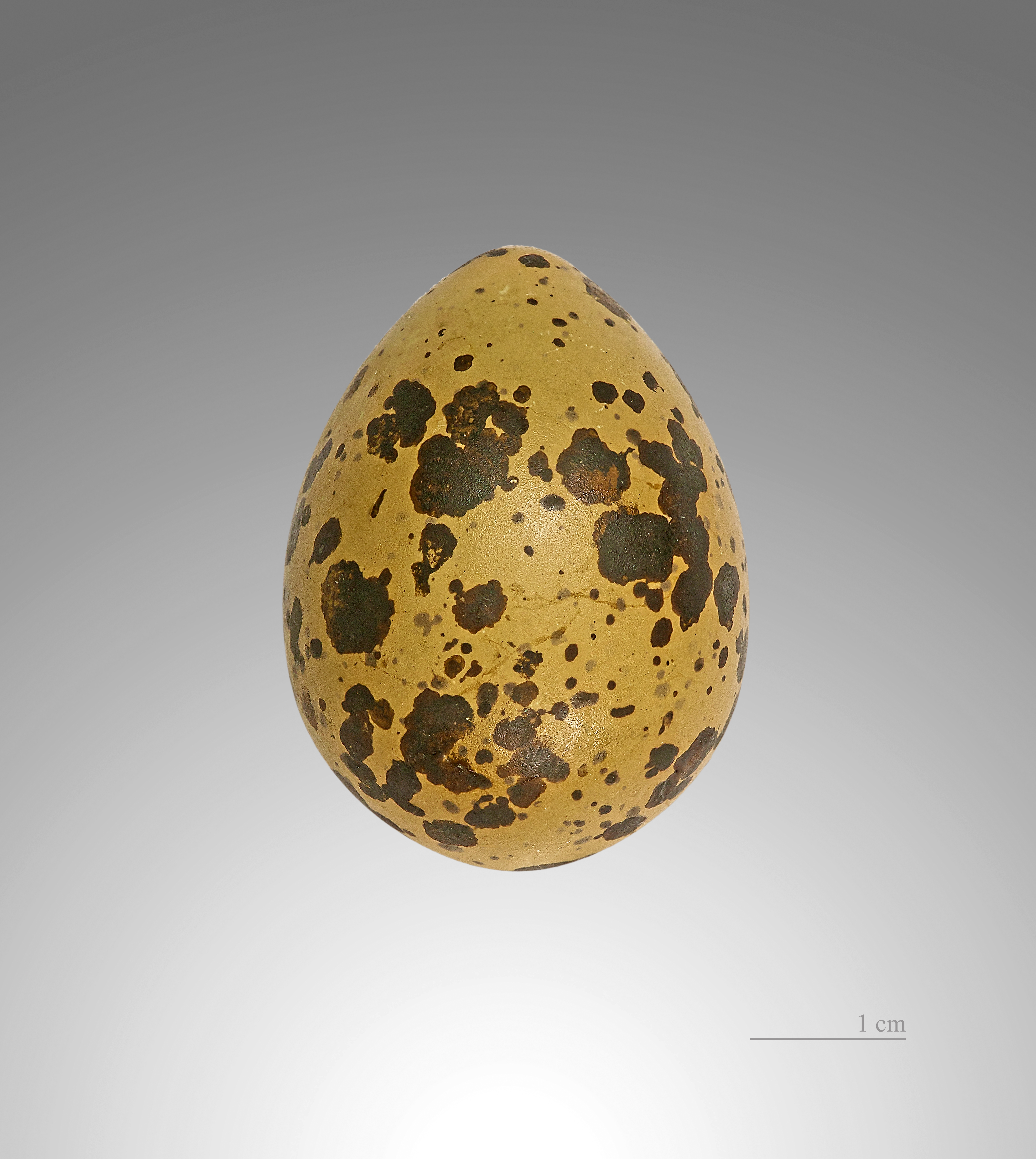
Œuf de Pluvier guignard - Muséum de Toulouse

Entre mai et juin, le Guignard d'Eurasie aménage un nid dans un creux à même le sol, où la femelle pond 3 œufs que le mâle couvera 18 à 24 jours. Les jeunes ne restent au nid qu'un seul jour.

## Alimentation
Cet oiseau consomme des coléoptères, des mouches, des vers, de petits mollusques, de petits fruits et des graines.

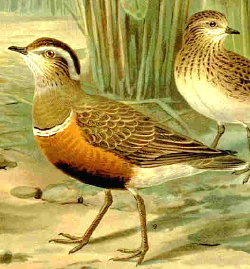
Dessin de Naumann
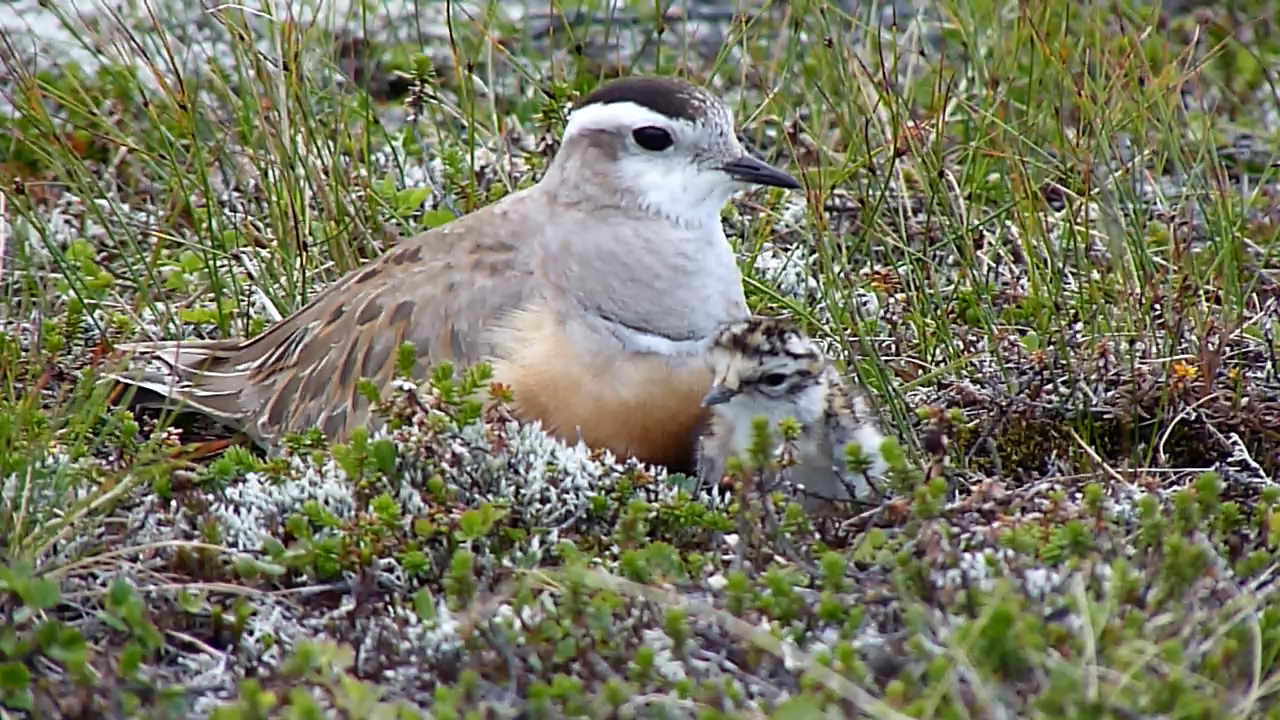

## Répartition
Les principales régions où couve cette espèce se trouvent dans les toundras de l'Eurasie près du cercle polaire et au nord de celui-ci. Dans l'Europe du Sud et du Sud-Ouest ainsi que dans le domaine alpin subsistent quelques populations résiduelles. La liste rouge des espèces menacées de l'UICN-France classe cette espèce comme "éteinte en France métropolitaine" (RE).

## Systématique
On ne connaît aucune sous-espèce de Guignard d'Eurasie. Dans la littérature scientifique, il est parfois placé dans le genre Charadrius.